# Ställberg
Ställberg is een plaats in de gemeente Ljusnarsberg in het landschap Västmanland en de provincie Örebro län in Zweden. De plaats heeft 121 inwoners (2005) en een oppervlakte van 73 hectare.